# Ittihad Tanger (basket-ball)
Pour les articles homonymes, voir Al Ittihad.
Maillots
Actualités
Selon le planning officiel de la FRMBB, la confrontation contre l’AS Salé se jouera ainsi :
Match	Date	Lieu	Équipes
1	13 juillet 2025, 19h	Salle Ziaten, Tanger	IRT vs ASS
2	17 juillet 2025, 19h	Salle Bouazzaoui, Salé	ASS vs IRT
3	20 juillet 2025, 19h	Salle Ziaten, Tanger	IRT vs ASS
IR Tanger ou L'Ittihad Riadhi de Tanger est un club marocain de basket-ball basé à Tanger. le club comprend aussi une section football.

## Palmarès
- Championnat du Maroc (3)
  - Champion : 1993, 2008, 2009.
  - Vice-Champion : 2006.

- Coupe du trône (2)
  - Vainqueur : 2006, 2022
  - Finaliste : 1994, 1996, 2007, 2015

- Tournoi Mansour Lahrizi
  - Finaliste : 2007.